# Ray Ruffels
Raymond Owen «Ray» Ruffels (Sydney, 23 de març de 1946) és un tennista retirat i entrenador australià.
En el seu palmarès consten tretze títols individuals i setze en dobles masculins, entre els quals destaca un títol de l'Open d'Austràlia l'any 1977 al costat d'Allan Stone. També va ser finalista en dos torneigs de Grand Slam en la modalitat de dobles mixts. Va formar part de l'equip australià de Copa Davis en diversos ocasions.
Després de la seva retirada va ser entrenador de tennis i va treballar per la federació australiana com a cap d'entrenadors l'any 1980 fins que va deixar el càrrec l'any 1990. A continuació va ser entrenador de la parella Todd Woodbridge i Mark Woodforde durant la seva etapa daurada.
Es va casar amb l'extennista estatunidenca Anna-Maria Fernandez i van tenir dos fills, els golfistes Ryan i Gabriela.

## Torneigs de Grand Slam

### Dobles masculins: 1 (1−0)
| Resultat  | Núm. | Any  | Torneig          | Parella     | Oponents                 | Marcador |
| --------- | ---- | ---- | ---------------- | ----------- | ------------------------ | -------- |
| Guanyador | 1.   | 1977 | Open d'Austràlia | Allan Stone | John Alexander Phil Dent | 7−6, 7−6 |

### Dobles mixts: 2 (0−2)
| Resultat  | Núm. | Any  | Torneig   | Parella          | Oponents                  | Marcador |
| --------- | ---- | ---- | --------- | ---------------- | ------------------------- | -------- |
| Finalista | 1.   | 1978 | Wimbledon | Billie Jean King | Betty Stöve Frew McMillan | 2−6, 2−6 |
| Finalista | 2.   | 1978 | US Open   | Billie Jean King | Betty Stöve Frew McMillan | 3−6, 6−7 |

## Palmarès

### Dobles masculins: 24 (16−8)
| Títols per superfície |
| --------------------- |
| Dura (5−2)            |
| Gespa (2−2)           |
| Terra batuda (4−3)    |
| Moqueta (5−0)         |

| Resultat  | Núm. | Data                   | Torneig                     | Superfície   | Parella          | Oponents                       | Marcador                |
| --------- | ---- | ---------------------- | --------------------------- | ------------ | ---------------- | ------------------------------ | ----------------------- |
| Finalista | 1.   | 6 de gener de 1969     | Melbourne, Austràlia        | Gespa        | Bill Bowrey      | Dick Crealy Allan Stone        | 7−9, 4−6, 4−6           |
| Guanyador | 1.   | 23 d'agost de 1970     | Merion, Estats Units        | Dura         | Bill Bowrey      | Jim McManus Jim Osborne        | 3−6, 6−2, 7−5           |
| Guanyador | 2.   | 12 de desembre de 1970 | Phoenix, Estats Units       | Dura         | Dick Crealy      | Jan Kodeš Charlie Pasarell     | 7−6, 6−3                |
| Guanyador | 3.   | 9 de novembre de 1970  | Buenos Aires, Argentina     | Terra batuda | Bob Carmichael   | Željko Franulović Jan Kodeš    | 7−5, 6−2, 5−7, 6−7, 6−3 |
| Guanyador | 4.   | 8 de març de 1971      | Auckland, Nova Zelanda      | Dura         | Bob Carmichael   | Brian Fairlie Raymond Moore    | 6−3, 6−7, 6−4, 4−6, 6−3 |
| Finalista | 2.   | 17 de maig de 1971     | Teheran, Iran               | Terra batuda | Bob Carmichael   | John Newcombe Tony Roche       | 4−6, 7−6, 1−6           |
| Finalista | 3.   | 19 de juliol de 1971   | Washington DC, Estats Units | Terra batuda | Bob Carmichael   | Tom Okker Marty Riessen        | 6−7, 2−6                |
| Guanyador | 5.   | 21 de febrer de 1972   | Toronto, Canadà             | Moqueta (i)  | Bob Carmichael   | Roy Emerson Rod Laver          | 6−4, 4−6, 6−4           |
| Guanyador | 6.   | 9 d'abril de 1972      | Quebec, Canadà              | Dura (i)     | Bob Carmichael   | John Alexander Terry Addison   | 4−6, 6−3, 7−5           |
| Finalista | 4.   | 28 d'octubre de 1974   | Christchurch, Nova Zelanda  |              | Syd Ball         | Ismail El Shafei Roscoe Tanner | Renúncia                |
| Guanyador | 7.   | 13 de gener de 1975    | Auckland (2)                | Gespa        | Bob Carmichael   | Brian Fairlie Onny Parun       | 7−6, retirada           |
| Guanyador | 8.   | 18 de gener de 1975    | Baltimore, Estats Units     | Moqueta (i)  | Dick Crealy      | Ismail El Shafei Frew McMillan | 6−4, 6−3                |
| Guanyador | 9.   | 28 de gener de 1975    | Dayton, Estats Units        | Moqueta (i)  | Allan Stone      | Paul Gerken Brian Gottfried    | 7−6, 7−5                |
| Finalista | 5.   | 24 de març de 1975     | Orlando, Estats Units       | Dura         | Colin Dibley     | Brian Gottfried Raúl Ramírez   | 4−6, 4−6                |
| Guanyador | 10.  | 7 d'abril de 1975      | St. Louis, Estats Units     | Terra batuda | Colin Dibley     | Ross Case Geoff Masters        | 6−4, 6−4                |
| Guanyador | 11.  | 8 de febrer de 1976    | Dayton (2)                  | Moqueta (i)  | Sherwood Stewart | Jaime Fillol Charlie Pasarell  | 6−2, 3−6, 7−5           |
| Guanyador | 12.  | 1 de març de 1976      | Little Rock, Estats Units   | Moqueta (i)  | Syd Ball         | Giuliano Pecci Haroon Rahim    | 6−3, 6−7, 6−3           |
| Guanyador | 13.  | 23 d'agost de 1976     | Boston, Estats Units        | Terra batuda | Allan Stone      | Mike Cahill John Whitlinger    | 3−6, 6−3, 7−6           |
| Finalista | 6.   | 13 de setembre de 1976 | Bermudes, Bermudes          | Terra batuda | Dick Crealy      | Mike Cahill John Whitlinger    | 4−6, 6−4, 6−7           |
| Guanyador | 14.  | 22 de novembre de 1976 | Bangalore, Índia            | Terra batuda | Bob Carmichael   | Chiradip Mukerjea Bhanu Nunna  | 6−2, 7−6                |
| Finalista | 7.   | 21 de març de 1977     | Carlsbad, Estats Units      | Dura         | Allan Stone      | Bob Hewitt Frew McMillan       | 4−6, 2−6                |
| Guanyador | 15.  | 24 d'octubre de 1977   | Perth, Austràlia            | Dura         | Allan Stone      | Nick Saviano John Whitlinger   | 6−2, 6−1                |
| Finalista | 8.   | 12 de desembre de 1977 | Sydney, Austràlia           | Gespa        | Allan Stone      | John Alexander Phil Dent       | 6−7, 6−2, 3−6           |
| Guanyador | 16.  | 19 de desembre de 1977 | Open d'Austràlia, Austràlia | Gespa        | Allan Stone      | John Alexander Phil Dent       | 7−6, 7−6                |

### Dobles mixts: 5 (1−4)
| Títols per superfície |
| --------------------- |
| Dura (0−2)            |
| Gespa (1−2)           |
| Terra batuda (0−0)    |

| Resultat  | Núm. | Data                | Torneig                  | Superfície | Parella          | Oponents                    | Marcador      |
| --------- | ---- | ------------------- | ------------------------ | ---------- | ---------------- | --------------------------- | ------------- |
| Guanyador | 1.   | 3 de febrer de 1966 | Auckland, Nova Zelanda   | Gespa      | Margaret Smith   | Lesley Turner Roger Taylor  | 3−6, 6−3, 6−1 |
| Finalista | 1.   | 6 de gener de 1968  | Perth, Austràlia         | Gespa      | Billie Jean King | Margaret Smith Brian Bowman | 7−5, 4−6, 4−6 |
| Finalista | 2.   | 5 d'abril de 1971   | Johannesburg, Sud-àfrica | Dura       | Pat Walkden      | Margaret Court Fred Stolle  | 3−6, 6−7      |
| Finalista | 3.   | 26 de juny de 1978  | Wimbledon, Regne Unit    | Gespa      | Billie Jean King | Betty Stöve Frew McMillan   | 2−6, 2−6      |
| Finalista | 4.   | 28 d'agost de 1978  | US Open, Estats Units    | Dura       | Billie Jean King | Betty Stöve Frew McMillan   | 3−6, 6−7      |

### Equips: 1 (0−1)
| Resultat  | Núm. | Data                        | Torneig                         | Superfície | Equip                                | Oponents                                       | Marcador |
| --------- | ---- | --------------------------- | ------------------------------- | ---------- | ------------------------------------ | ---------------------------------------------- | -------- |
| Finalista | 1.   | 26 − 28 de desembre de 1968 | Copa Davis, Adelaida, Austràlia | Gespa      | John Alexander Bill Bowrey Phil Dent | Arthur Ashe Clark Graebner Bob Lutz Stan Smith | 1−4      |

## Trajectòria

### Individual
| Open d'Austràlia | 2R  | A   | 4R  | 4R  | SF    | SF | QF    | 2R    | A     | A   | A     | 2R    | SF    | 2R    | QF    | 1R  | 1R  | 0 / 13  |
| Roland Garros | A   | 1R  | 1R  | 3R  | 4R    | 1R | 3R    | 3R    | A     | A   | A     | A     | A     | A     | A     | A   | A   | 0 / 7   |
| Wimbledon | A   | 1R  | 1R  | QF  | 3R    | 1R | 2R    | 2R    | A     | A   | A     | 2R    | 2R    | 2R    | 2R    | 2R  | A   | 0 / 11  |
| US Open | A   | A   | 4R  | 2R  | A     | 2R | 3R    | 1R    | 3R    | A   | 1R    | A     | 2R    | A     | A     | 1R  | A   | 0 / 9   |
| Total Victòries−Derrotes | 1−1 | 0−2 | 4−4 | 8−4 | 36−18 |    | 36−22 | 32−30 | 19−21 | 0−1 | 16−18 | 16−22 | 34−19 | 12−17 | 12−17 | 3−6 | 0−4 | 246−204 |
| Rànquing a final d'any |     |     |     |     |       |    |       |       |       | 141 | 76    | 112   | 27    | 96    | 96    | 98  | 480 |         |
| Llegenda: G: Guanyador; F: Finalista; SF: Semifinalista; QF: Quarts de final; Q: Qualificació; A: Absent; RR: Round Robin; NC: No celebrat |     |     |     |     |       |    |       |       |       |     |       |       |       |       |       |     |     |         |

### Dobles masculins
| Open d'Austràlia | SF  | QF   | 3R | 1R    | A     | A   | QF    | QF    | 1R | QF | G  | QF  | 1R  | 1 / 11 |
| Roland Garros | 3R  | QF   | 3R | SF    | A     | A   | A     | A     | A  | A  | A  | A   | A   | 0 / 4  |
| Wimbledon | 1R  | 3R   | 1R | 2R    | A     | A   | A     | A     | 2R | 2R | 2R | 1R  | 1R  | 0 / 8  |
| US Open | A   | A    | 1R | 2R    | A     | A   | 1R    | A     | SF | A  | A  | 2R  | A   | 0 / 5  |
| Total Victòries−Derrotes | 6−7 | 14−7 |    | 37−24 | 17−15 | 0−1 | 10−16 | 36−15 |    |    |    | 8−6 | 2−5 |        |
| Rànquing a final d'any |     |      |    |       |       |     |       |       | 23 | 31 | 31 | 16  | 256 |        |
| Llegenda: G: Guanyador; F: Finalista; SF: Semifinalista; QF: Quarts de final; Q: Qualificació; A: Absent; RR: Round Robin; NC: No celebrat |     |      |    |       |       |     |       |       |    |    |    |     |     |        |